# Nossa Senhora das Dores
Nossa Senhora das Dores, também chamada de Nossa Senhora da Piedade, Nossa Senhora da Soledade, Nossa Senhora das Angústias, Nossa Senhora da Agonia, Nossa Senhora das Lágrimas, Nossa Senhora das Sete Dores, Nossa Senhora do Calvário, Nossa Senhora do Monte Calvário, Mãe Soberana e Nossa Senhora do Pranto, invocada em latim como Beata Maria Virgo Perdolens ou Mater Dolorosa (sendo, sob essa designação, particularmente cultuada em Portugal), é uma forma pela qual é venerada a Virgem Maria, mãe de Jesus.
A Sua iconografia é geralmente reconhecida por ter uma ou mais espadas ou punhais, geralmente sete, atravessando Seu Doloroso e Imaculado Coração.

## Sete dores
A devoção à Mater Dolorosa iniciou-se em 1221, no Mosteiro de Schönau, na Germânia. Em 1239, a sua veneração no dia 15 de Setembro teve início em Florença, na Itália, pela Ordem dos Servos de Maria (Ordem dos Servitas). Deve o seu nome às Sete Dores da Virgem Maria:
- A profecia de Simeão sobre Jesus (Lucas 2:34–35)
- A fuga da Sagrada Família para o Egito (Mateus 2:13–21);
- O desaparecimento do Menino Jesus durante três dias (Lucas 2:41–51);
- O encontro de Maria e Jesus a caminho do Calvário (Lucas 23:27–31);
- Maria observando o sofrimento e morte de Jesus na Cruz - Stabat Mater (João 19:25–27);
- Maria recebe o corpo do filho tirado da Cruz (Mateus 27:55–61);
- Maria observa o corpo do filho a ser depositado no Santo Sepulcro (Lucas 23:55–56).

## Veneração

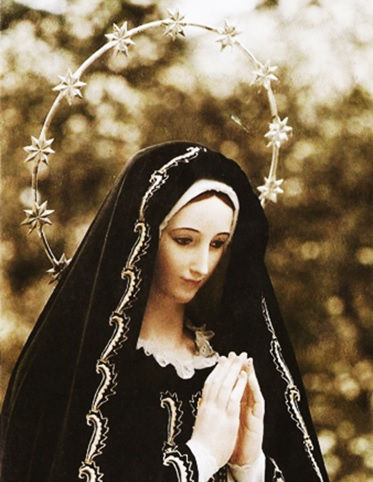
A Virgem Pura Dolorosa aparecida em Umbe, perto Bilbao, no Norte de Espanha.

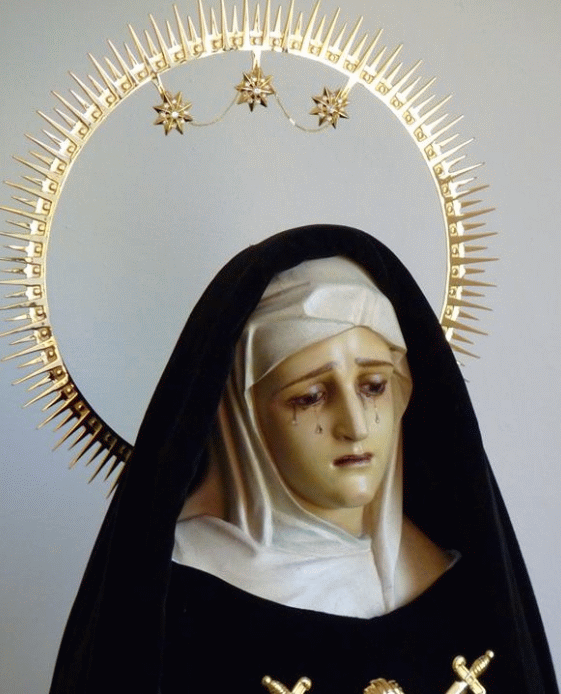
Nossa Senhora das Dores de Chandavila, devotada em La Codosera, Espanha.

Em Heliodora/MG e Cristina - MG, é celebrado o Setenário das Dores de Maria, com 07 Santas Missas com a Temática das Sete Dores, começando no Quinto Domingo da Quaresma com a 1ª Dor e terminando no Sábado, véspera do Domingo de Ramos, com a 7ª Dor. No Sábado das Dores, realiza-se a Oração das 1000 Ave-Marias, divididas em 20 Santos Terços (05 Rosários), começando às 07 da manhã e caminhando o dia todo até às 19 horas, complementando a Celebração das 07 Dores de Nossa Senhora com a Santa Missa.
É padroeira do município e da Diocese de Guaxupé, em Minas Gerais. Também é padroeira das cidades de Candiba, no sudoeste da Bahia; Mairi, no centro-norte da Bahia; Assaré e Coreaú (como Nossa Senhora da Piedade), no Estado do Ceará; Areal no Estado do Rio de Janeiro; Avaré e em Araçoiaba da Serra, ambas no interior de São Paulo; e também da capital do Estado do Piauí, Teresina, onde é venerada no dia 15 de setembro, dia esse em que acontece uma celebração final com a procissão que sai da Igreja Matriz de Nossa Senhora do Amparo acompanhada por uma legião de pessoas que vão se formando à medida que a imagem vai passando pelas ruas do centro da cidade, até a sede da Catedral, onde é recebida por uma multidão de fiéis com chuvas de pétalas de rosas, folguetes e salvas de palmas, que simbolizam a fé e devoção pela Santa Padroeira.
Em Pirenópolis e Magé, é venerada na Semana Santa, com o Setenário, e procissão.
Em Mantenópolis, é venerada no dia 15 de setembro, a festa começa no mês de agosto com a peregrinação com a imagem de Nossa Senhora das Dores pelas comunidades da Paróquia, iniciado pela comunidade São Geraldo e indo até o município de Alto Rio Novo, que também faz parte da paróquia. Cada comunidade leva até a comunidade vizinha até o dia 15 de setembro, quando a imagem desce em Carreata desde o município de Alto Rio Novo até Mantenópolis, onde há uma Missa que é presidida pelo bispo de São Mateus finalizando a novena. Logo após à missa, há uma apresentação artística de cantores contratados pela paróquia
Em Boa Esperança, em Minas Gerais, é venerada na Semana Santa com o Setenário das Dores, e na semana do dia 15 de setembro. Celebram-se missas durante sete dias, até o dia de sua festa, quando, além de procissão por toda a cidade, celebram-se duas missas: uma de manhã, antes da procissão, e outra à noite. Ainda em Minas Gerais, Nossa Senhora da Soledade é festejada como a Padroeira da cidade de Itajubá, no sul do Estado, com realização de novena e festa religiosa sempre em torno da data de 15 de setembro. A celebração itajubense acontece principalmente na Paróquia Nossa Senhora da Soledade e é uma festa tradicional realizada em 2016 na sua 184ª edição ininterrupta. 
Também é padroeira da cidade de Doresópolis, no Centro-Oeste de Minas Gerais e em Nossa Senhora das Dores, Sergipe.
Também em Marilândia do Sul, cidade do interior do Paraná, se tem, como fé religiosa, a devoção a Nossa Senhora das Dores, que originou o nome do município (Mari=Maria e lândia=terra), ou seja, Terra de Maria, em devoção à Santa. Após a posse do Padre José Natalício, na igreja matriz do município em 2008, é comemorada, no mês de setembro, a festa da paróquia em festejos em homenagem à santa. Como em Boa Esperança, em Minas Gerais, é celebrado um Setenário de missas, em homenagem às sete dores de Maria. Os festejos do mês de setembro da Paróquia Nossa Senhora das Dores de Marilândia do Sul vem conquistando cada vez mais o reconhecimento cultural regional, por sua organização através da fé, com boas festas, e leilões à tarde do domingo em que se comemora os festejos.

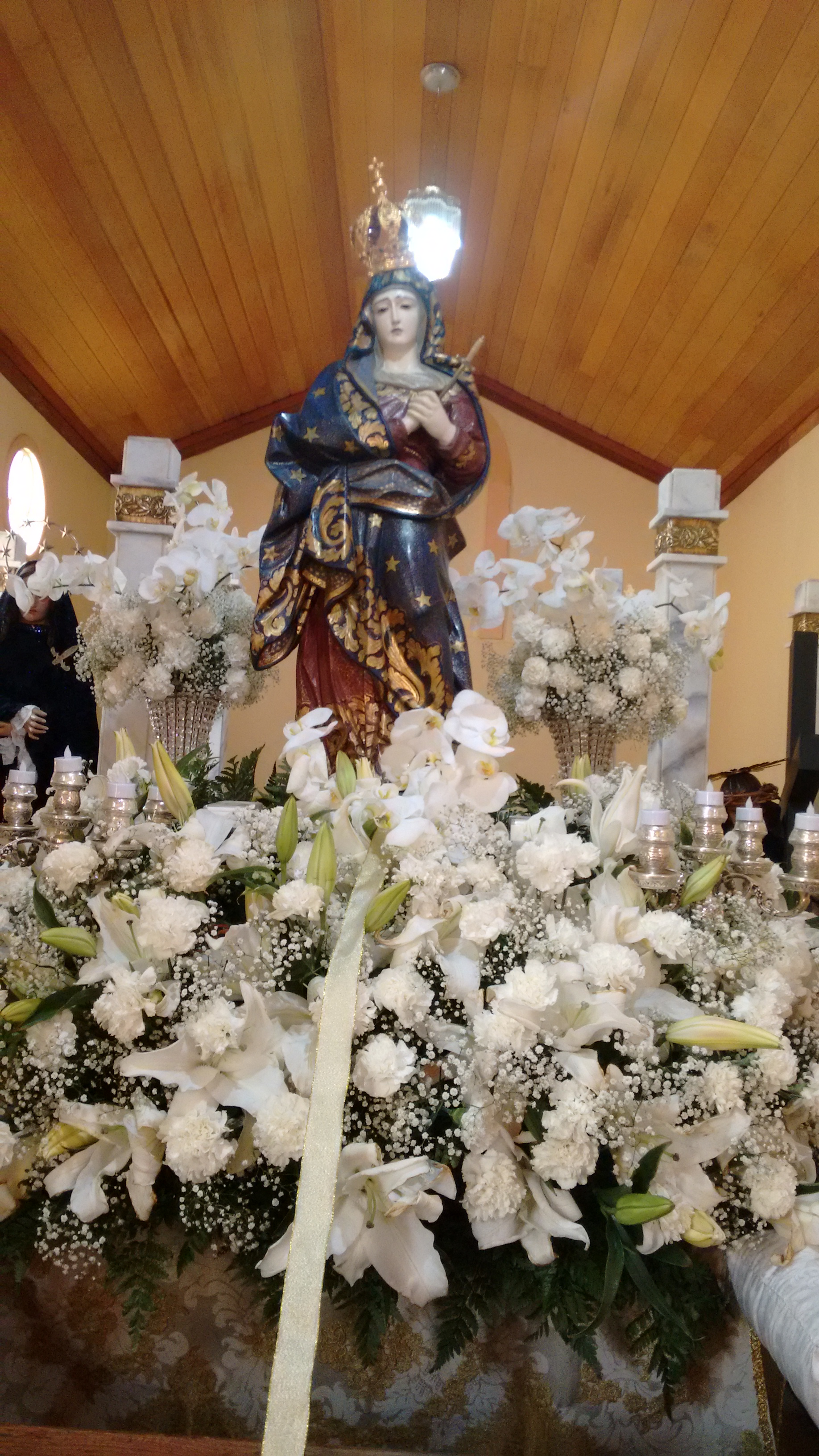
A Senhora das Dores venerada em Dores de Campos, MG, cerca de 220 Km da capital estadual.

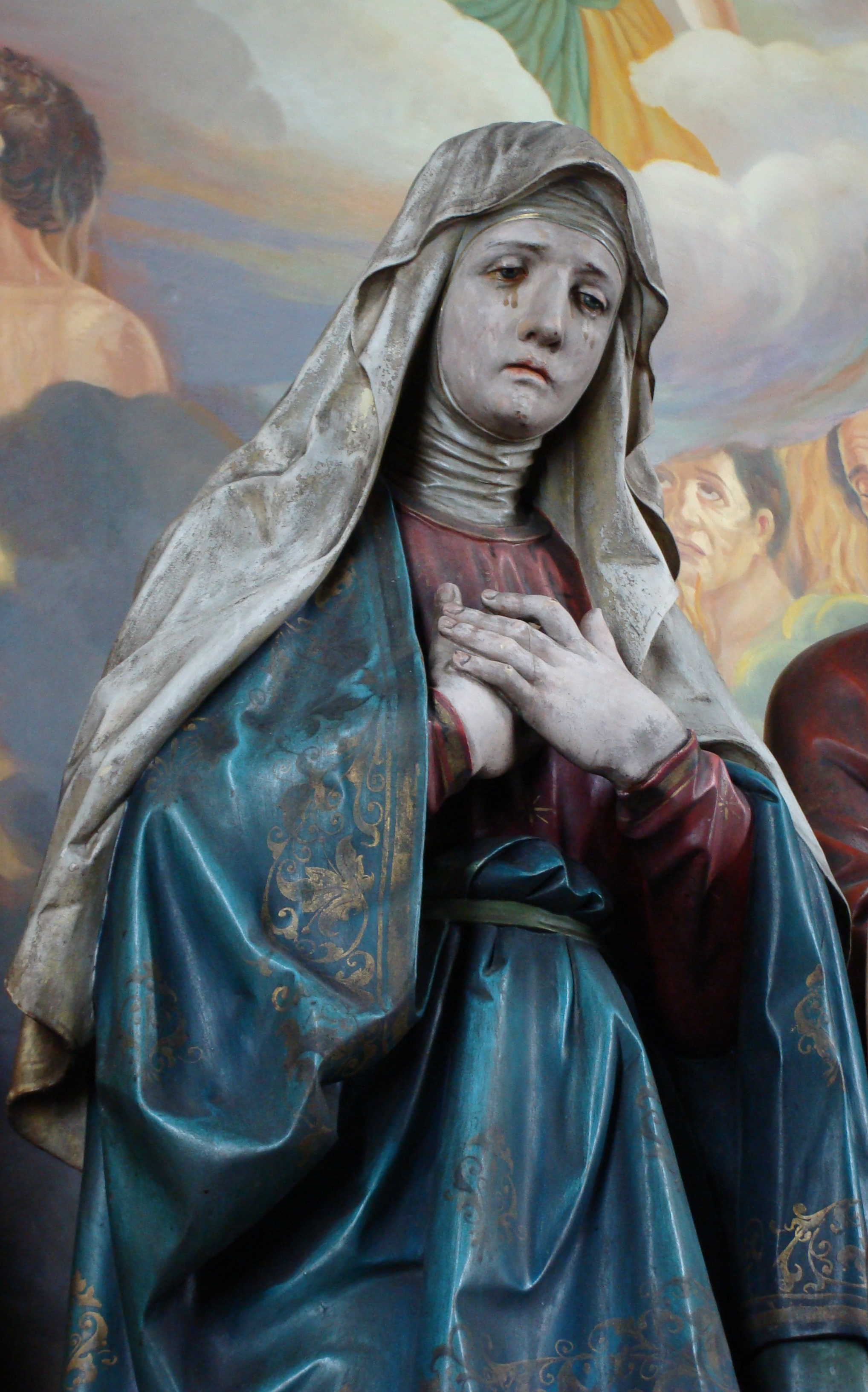
Nossa Senhora das Dores em São Paulo, Brasil.

É a Santa Padroeira da cidade de Dores de Campos - MG, estando cerca de 220 Km da capital estadual.
É Padroeira de Arthur Nogueira - SP, onde, no mês de setembro, se celebra o Setenário das Dores e, no dia 15 de setembro, a Missa Solene, seguida de procissão pelas ruas do centro.
É a Santa Padroeira da cidade de Miracatu - SP.
É a Santa Padroeira da cidade de Caldas Novas, em Goiás.
É a Santa Padroeira da cidade de Itobi, em São Paulo.
É a Santa Padroeira da cidade de Casa Branca, em São Paulo.
É a Santa Padroeira da Vila de Placa em Frei Miguelinho, Pernambuco.
É a Santa Padroeira da cidade de Campo Largo (Paraná), onde é celebrada em 2 de fevereiro.
É a Santa Padroeira da cidade de Tubarão (Santa Catarina), no sul de Santa Catarina, no Brasil, onde é feriado em 15 de setembro.
É venerada no dia 15 de setembro, como padroeira da Eslováquia, do estado norte-americano do Mississípi, dos municípios brasileiros de Candiba (Bahia), Mairi (Bahia), Barbacena, Dores do Turvo, Januária, Lima Duarte e Piedade do Rio Grande em Minas Gerais, estado onde em sua cidade de Itajubá, no sul, é a Padroeira como Nossa Senhora da Soledade; de Areal no Rio de Janeiro, Juazeiro do Norte e Assaré, ambas no Ceará, Avaré, Brotas, Ibiúna, Jambeiro (São Paulo), Serrana e Juquitiba em São Paulo, Monteiro, Mogeiro e Cajazeiras, na Paraíba, Caruaru e Triunfo em Pernambuco, Porto Alegre no Rio Grande do Sul, Patu, Itaú e Espírito Santo no Rio Grande do Norte, Itapecuru-Mirim no Maranhão, Mantenópolis e Limeira e das comunas italianas de Accumoli, Mola di Bari, Paroldo e Villanova Mondovì. 
É também alvo de particular culto em Malta e na Espanha (sendo orago dos seguintes municípios: Alanís, Albuñuelas, Alhama de Granada, Arévalo, Ayamonte, Blanca, Cobisa, Cuenca, Granada, Guadix, Güevéjar, Lodosa, Luzaga, Medina del Campo, Uclés, Vera, Villarramiel e Villatuelda).
É sincretizada nas religiões afro-brasileiras de Minas Gerais com a orixá Oxum.
Deu nome à Tenda Espírita Nossa Senhora da Piedade, considerada a primeira tenda umbandista. Fundada em 16 de novembro de 1908 pelo Caboclo das Sete Encruzilhadas por intermédio de Zélio Fernandino de Moraes.
É a padroeira da cidade de Capela Nova, em Minas Gerais. A tradicional festa católica de Nossa Senhora das Dores, padroeira de Capela Nova. Concomitante às festividades, comemorou-se também o Jubileu de Prata do Cardeal Dom Raymundo Damasceno Assis. A Festa da Padroeira de Capela Nova é uma grande demonstração de fé a Maria sob o titulo de Senhora das Dores. Com mais de 50 anos, a tradicional comemoração acontece no dia 15 de setembro, feriado municipal, e conta com a participação de cerca de 10.000 pessoas durante as festividades.
Em Córrego do Feijão, bairro de Brumadinho, Minas Gerais, existe uma capela dedicada a Nossa Senhora das Dores, que foi base do corpo de bombeiros durante as buscas as vítimas do rompimento da barragem B1 da mina de Córrego do Feijão, de propriedade da empresa Vale, em 25 de janeiro de 2019. A capela de dimensões simples possui uma imagem de Nossa Senhora das Dores em madeira estilo barroco sendo um santo do pau oco, sem autoria, que data de meados do século XVIII e a tradição oral conta que foi trazida pelos bandeirantes paulistas exploradores das terras de Minas Gerais.

## Orago
Em Portugal, é o orago de diversas freguesias, sob as seguintes invocações:

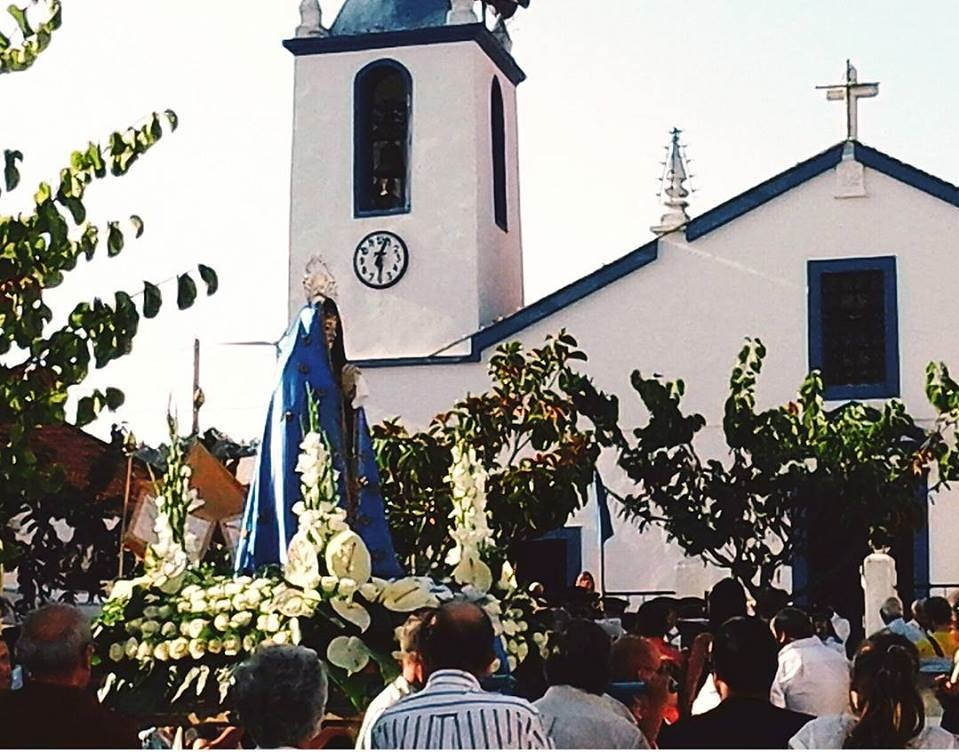
Procissão em honra de Nossa Senhora da Soledade em Alguber, no Cadaval.

Exemplo de escapulário de Nossa Senhora das Dores.

| Nossa Senhora das Dores - Assomada - Boavista - Isna - Laveiras-Caxias - Monção - Monte Gordo - Ortiga - Poço do Canto - Praia do Norte - Ponte de Lima - Trofa - Santa Catarina da Fonte do Bispo - Tavira - Aldeia das Dez - Idanha-a-Nova | Nossa Senhora das Angústias - Angústias | Nossa Senhora da Piedade - Algoz - Canhas - Caniçal (Ilha da Madeira) - Cova da Piedade - Meijinhos - Monte Redondo - Odeceixe - Odemira - Nossa Senhora da Piedade (Ourém) - Piedade - Ponta Garça (Ilha de São Miguel - Açores) - Queimadela - Santo Quintino - Urqueira - Vau - Vidais - Arrifes (Ilha de São Miguel - Açores) - Lombinha da Maia (Ilha de São Miguel - Açores) - Leceia | Nossa Senhora da Soledade - Alguber - Porto Covo | Nossa Senhora do Pranto - Arazede - Aveloso - Dornes - Senhora da Ribeira - Gafanhão - Paço - Pampilhosa da Serra - Penela da Beira - Penhascoso - Sabugosa - Salto - Sendim - Torre do Terrenho - Vila Nova de Foz Côa |

## Iconografia

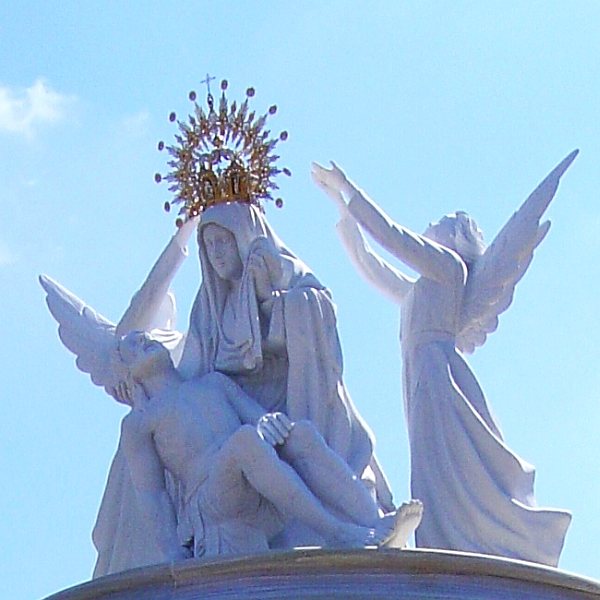
Virgem das Angústias, em Ayamonte, na Espanha.

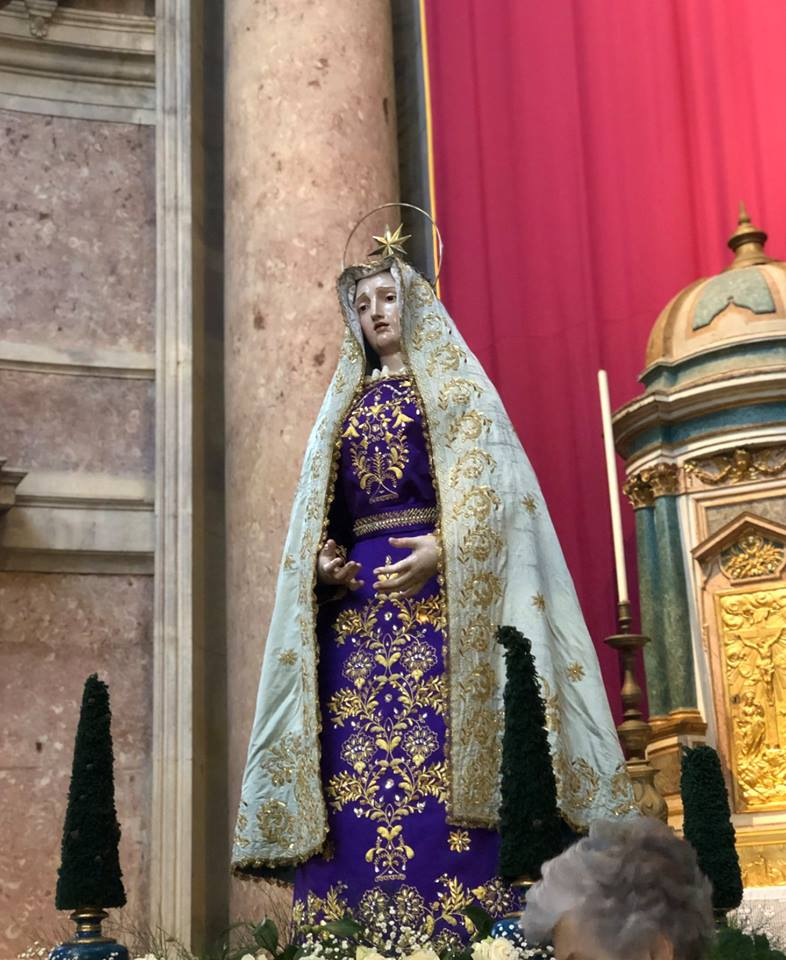
Imagem de Nossa Senhora da Soledade da Real e Venerável Irmandade do Santíssimo Sacramento de Mafra.

Nossa Senhora das Dores surge representada sendo ferida por sete espadas no seu coração imaculado (algumas vezes, uma só espada), dado ter sido trespassada por uma espada de dor, quando da Paixão e Morte de seu Filho, unindo-se ao seu sacrifício enquanto redentor e sendo, por isso, chamada pelos teólogos de Corredentora do Género Humano. É, também, seu símbolo, o Rosário das Lágrimas (ou Terço das Lágrimas), com 49 contas brancas divididas em sete partes de sete contas cada. Aparece, também, frequentemente representada com uma expressão dolorida diante da Cruz, contemplando o filho morto (donde nasceu o hino medieval Stabat Mater), ou então segurando Jesus morto nos braços, após o seu descimento da Cruz (dando, assim, origem à temática das Pietà).